# Lomatogonium macranthum
Lomatogonium macranthum är en gentianaväxtart som först beskrevs av Friedrich Ludwig Diels och Gilg, och fick sitt nu gällande namn av Merritt Lyndon Fernald. Lomatogonium macranthum ingår i släktet stjärngentianor, och familjen gentianaväxter. Inga underarter finns listade i Catalogue of Life.